# Al-Fatiha

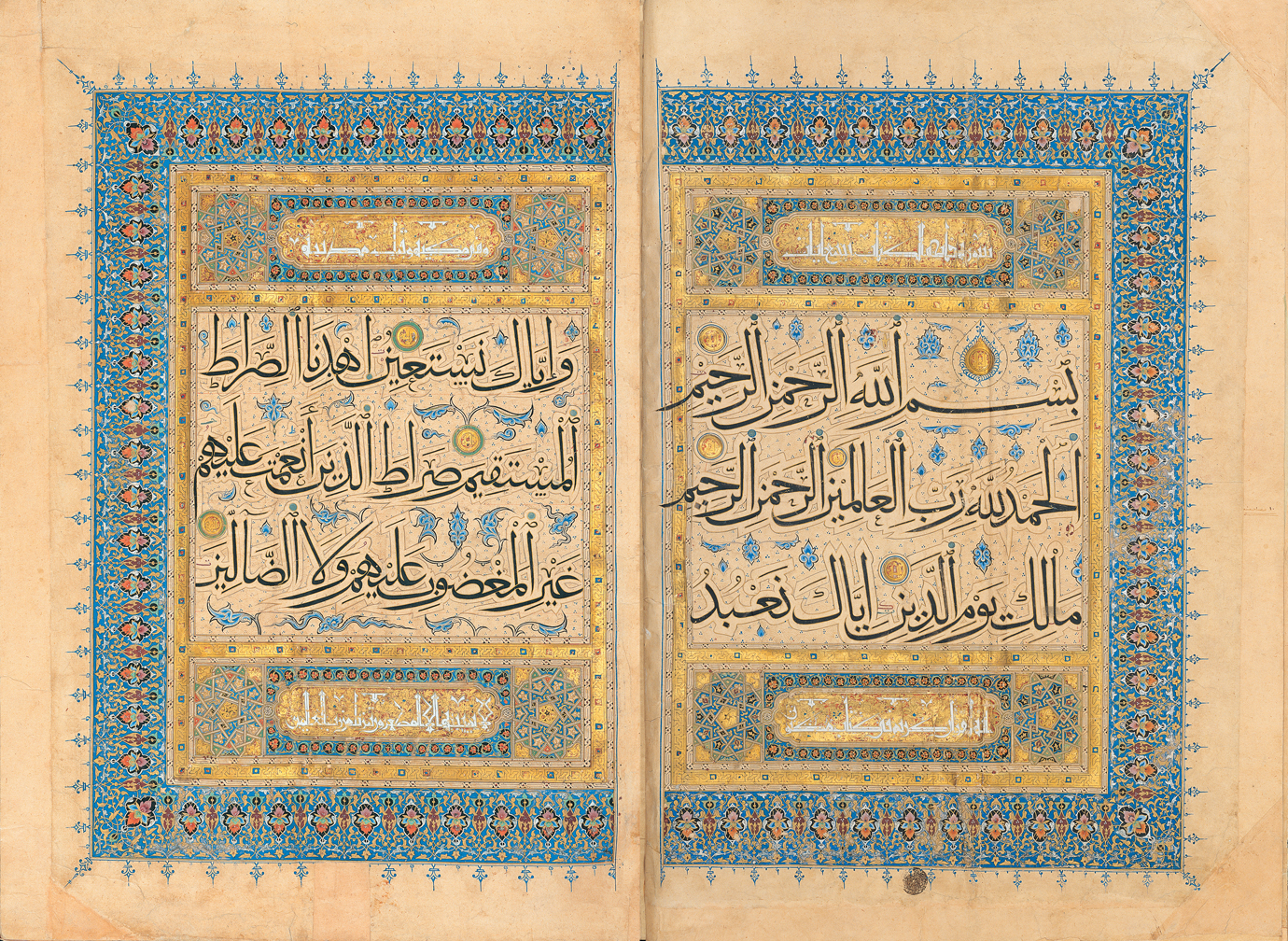
Hình ảnh của surah Al-Fatiha theo thể thư pháp Ả Rập muhaqqaq, trong cuốn kinh Qur'an bởi sultan Al-Ashraf Sha'ban (1363-1377), thuộc về Thư viện Quốc gia Ai Cập và được UNESCO công nhận là Di sản tư liệu thế giới.

Al-Fatiha (Al-Fātiḥa, Al-Fātiḥah, tiếng Ả Rập: ٱلْفَاتِحَة - Khai Đề) là surah (chương) đầu tiên của kinh Qur'an. Chương này gồm có bảy câu (ayah), là những lời mong cầu cho sự chỉ đường và khoan dung, và cũng trở thành những lời cầu nguyện bắt buộc (hoặc tự nguyện) với tín đồ Hồi giáo khi Salah.
Trên thực tế, tiêu đề các chương của kinh Qur'an đều không mang ý nghĩa gì đặc biệt như một lời mặc khải. Nghĩa của cụm từ Al-Fatiha đơn giản là "Khai Đề / Chiếc Chìa Khóa", và có thể được giải thích do là chương (surah) mở đầu Thiên Kinh, là chương được đọc đầy đủ khi thực hiện cầu nguyện hàng ngày (salah), và đồng thời xuất hiện nhiều trong đời sống Hồi giáo. Một vài tín đồ Hồi giáo cho rằng chương này chính là cánh cửa để một con người bắt đầu có và thể hiện niềm tin vào Allah.

## Nội dung
Surah Al-Fatiha được mô tả trong Hadith, gồm có hai phần nội dung: Về Allah (bốn câu đầu tiên) và các bề tôi của Ngài trong ba câu tiếp theo. Có những sự không đồng thuận trong việc liệu câu Basmala (Nhân danh Allah, Đấng Rất Mực Độ Lượng, Đấng Rất Mực Khoan Dung) liệu có phải là câu đầu tiên của surah này, hay là câu đầu tiên của toàn bộ kinh Qur'an.
Chương Al-Fatiha bắt đầu bằng việc nhân danh đấng tối cao Allah, nêu phẩm chất của Ngài (rất mực độ lượng - rất mực khoan dung, câu 1), tôn sùng và thừa nhận Ngài là Thượng Đế của vũ trụ và muôn loài (câu 2) và là Đức Vua của Ngày Phán xử (câu 4).
Ba câu cuối cùng, chiếm một nửa chương và là những lời của đầy tớ, bắt đầu bằng việc khẳng định sự tôn thờ và mong cầu giúp đỡ của chỉ Allah (câu 5), mong muốn Allah hướng dẫn để theo Sirat al-Mustaqim (Con đường Ngay Chính - câu 6) với những người dành sự kinh sợ cho Ngài, không phải con đường của kẻ mà Ngài giận dữ (câu 7)
Một vài tín đồ Hồi giáo tin rằng những người Do Thái và Cơ Đốc nhân chính là những ví dụ của những kẻ nhận sự giận dữ từ Ngài, đi vào con đường lầm lỡ.

## Các câu và ý nghĩa
بِسْمِ ٱللَّهِ ٱلرَّحْمَٰنِ ٱلرَّحِيمِ ۝١‎
‎[Bismi l-lāhi r-raḥmāni r-raḥīm(i)]
Nhân danh Allah, Đấng Rất Mực Độ Lượng, Đấng Rất Mực Khoan Dung
 ٱلْحَمْدُ لِلَّٰهِ رَبِّ ٱلْعَالَمِينَ ۝٢‎
['alḥamdu lil-lāhi rab-bi l-'ālamīn(a)]
Mọi lời ca tụng đều dâng lên Allah, Thượng Đế của vũ trụ và muôn loài.
 ٱلرَّحْمَٰنِ ٱلرَّحِيمِ ۝٣‎
['ar-raḥmāni r-raḥīm(i)]
Đấng Rất Mực Độ Lượng, Đấng Rất Mực Khoan Dung.
 لِك يَوْمِ ٱلدِّينِ ۝٤‎
[Māliki yawmi d-dīn(i)]
Đức Vua của Ngày Phán xử Cuối cùng.
 إِيَّاكَ نَعْبُدُ وَإِيَّاكَ نَسْتَعِينُ ۝٥‎
['iy-yāka na'budu wa'iy-yāka nasta'īn(u)]
Ôi Allah, duy chỉ Ngài bầy tôi thờ phụng và chỉ với riêng Ngài bầy tôi cầu xin được giúp đỡ.
 ٱهْدِنَا ٱلصِّرَاطَ ٱلْمُسْتَقِيمَ ۝٦‎
['ihdinā ṣ-ṣirāṭa l-mustaqīm(a)]
Xin Ngài hướng dẫn bầy tôi đi theo con đường ngay chính.
صِرَاطَ الَّذِينَ أَنعَمتَ عَلَيهِمْ غَيرِ المَغضُوبِ عَلَيهِمْ وَلاَ الضَّالِّينَ ۝٧‎
[Ṣirāṭa l-ladhīna 'an'amta 'alayhim, ghayri l-maghḍūbi 'alayhim wala ḍ-ḍāl-līn(a)]
Con đường của những người đã được Ngài ban ân, không phải là con đường của những kẻ mà Ngài đã giận dữ và cũng không phải là con đường của những ai lầm đường lạc lối.